# GLUT5
GLUT5 (ГЛЮТ-5, глюкозный транспортёр тип 5), также известный как SLC2A5 (сокр. от англ. solute carrier family 2, facilitated glucose transporter member 3)  — белок-переносчик фруктозы в апикальном отделе энтероцитов тонкой кишки. GLUT5 обеспечивает перенос фруктозы из желудочно-кишечного тракта в энтероциты посредством облегчённой диффузии благодаря высокой концентрации фруктозы в ЖКТ. GLUT5 также экспрессируется в скелетных мышцах, яичках, почках, жировой ткани (адипоцитах) и головном мозге.
Мальабсорбция фруктозы — пищеварительное расстройство тонкого кишечника, вызываемое недостатком GLUT5 в энтероцитах.
У человека GLUT5 кодируется геном SLC2A5, который локализован на 1-й хромосоме.
GLUT5 — трансмембранный белок, его длина полипептидной цепи составляет 501 аминокислот, а молекулярная масса — 54974 Да.

## Регуляция
На скорость всасывания фруктозы белком GLUT5 значительное влияние оказывают сахарный диабет, артериальная гипертензия, ожирение, мальабсорбция фруктозы и воспалительные процессы. Однако, возрастные изменения способности поглощать фруктозу не объясняются уровнем экспрессии GLUT5. Одновременное присутствие глюкозы улучшает всасывание фруктозы, сорбита — ухудшает.